# Alexander de Roubetz
Alexander de Roubetz, eg. Aleksandr Aleksandrovich Rubets, född 22 februari 1882 i Sankt Petersburg, död 29 december 1956 i Lidingö, var en svensk präst.

## Biografi
Alexander de Roubetz var stabschef hos generalguvernör Franz Albert Alexandrovitj Seyn i det då ryska Finland under första världskriget och flydde till Sverige 1918 med sin familj. Han var juris doktor. 
Från 1921 var de Roubetz tillförordnad lektor i ryska språket vid Handelshögskolan i Stockholm. Han medverkade också i utgivning av ordböcker och läroböcker i ryska.
De Roubetz blev 1929 präst i den ryska ortodoxa kyrkan och verkade som det i bland annat  Kristi Förklarings ortodoxa kyrka i Stockholm
De Roubetz var från 1908  gift med Sofia Konstantinova Antjutin ,